# Alfred Goldscheider

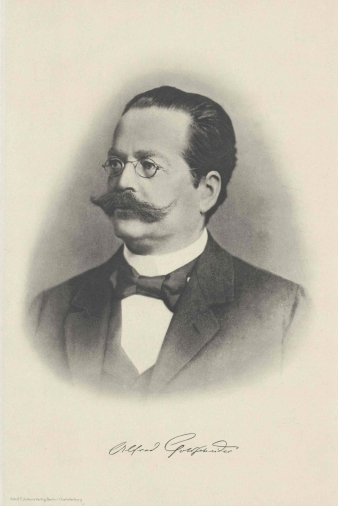
Alfred Goldscheider (1901)

Alfred Goldscheider (Johannes Karl August Eugen Alfred Goldscheider; * 4. August 1858 in Sommerfeld, heute Lubsko, bei Crossen/Oder in der Niederlausitz; † 10. April 1935 in Berlin) war ein deutscher Mediziner (internistischer Neurologe).

## Leben
Alfred Goldscheider studierte am Friedrich-Wilhelms-Institut (Pépinière) in Berlin Medizin, promovierte 1881 und war anschließend bis 1889 als Militärarzt tätig. Während dieser Zeit war er auch Assistent von Emil du Bois-Reymond. 1891 habilitierte er sich für innere Medizin und wurde 1894 zum dirigierenden Arzt am Städtischen Krankenhaus Moabit ernannt. An der Universität Berlin erhielt er 1895 den Professorentitel. 1898 wurde er zum Extraordinarius und 1907 zum ordentlichen Honorarprofessor ernannt.
Er leitete von 1906 bis 1910 das Virchow-Krankenhaus. 1910 übernahm er die Leitung des Poliklinischen Universitätsinstituts, das 1911 zur III. medizinischen Klinik umgewandelt wurde, woraufhin Goldscheider die Ernennung zum Ordinarius erhielt (1926 emeritiert).
Goldscheider arbeitete vor allem über das somatosensorische System, besonders über Thermorezeptoren. In den späten 1890er Jahren untersuchte er zusammen mit dem Neurologen Edward Flatau die Struktur von Nervenzellen und deren Änderungen unter verschiedenen Stimuli, trat aber auch auf fast allen Gebieten der inneren Medizin hervor; mit Ernst von Leyden schuf er die Grundlagen der heutigen physikalischen Therapie. Als Goldscheidersche Krankheit (Köbnersche Krankheit) wird die 1882 von ihm beschriebene Epidermolysis bullosa hereditaria bezeichnet. Nach ihm wird auch die Goldscheider-Perkussion, die Schwellenwertperkussion zur Untersuchung der Lungenspitzen, benannt. Goldscheider beschrieb auch verschiedene Hautkrankheiten.
Goldscheider starb 1935 im Alter von 76 Jahren in Berlin. Beigesetzt wurde er auf dem Kaiser-Wilhelm-Gedächtnis-Friedhof in Charlottenburg-Westend. Das Grab ist nicht erhalten.

## Schriften (Auswahl)
- Diagnostik der Nervenkrankheiten. Berlin 1893 (Reprint 2007. VDM Verlag Dr. Müller. ISBN 3-8364-1858-4)
- Ueber den Schmerz in physiologischer und klinischer Hinsicht : nach e. Vortr. in d. Berliner militärärztl. Ges. am 22. Jan. 1894. Berlin: Hirschwald, 1894
- Ernst Viktor von Leyden u. Alfred Goldscheider: Die Erkrankungen des Rückenmarkes und der Medulla oblongata. Wien: Hölder, 1897
- Edward Flatau u. Alfred Goldscheider: Normale und pathologische Anatomie der Nervenzellen: auf Grund der neueren Forschungen. Berlin: H. Kornfeld, 1898
- Die Bedeutung der Reize für Pathologie und Therapie im Lichte der Neuronlehre. Leipzig: Barth, 1898
- Physiologie des Muskelsinnes. Leipzig: Barth, 1898
- Physiologie der Hautsinnesnerven. Leipzig: Barth, 1898
- Handbuch der physikalischen Therapie, 1901 (gemeinsam mit Jacob);
- Das Schmerzproblem. Berlin: J. Springer, 1920
- mit Paul Hoefer: Über den Drucksinn. In: Pflügers Archiv. Band 199/200, 1923, S. 292–320.
- Zur Frage der tiefen Druckempfindungen. In: Klinische Wochenschrift. Band 20, 1925, S. 959–961.
- Therapie innerer Krankheiten. Berlin: J. Springer, 1929